# À cause des garçons (duo)
Pour les articles homonymes, voir À cause des garçons.
À cause des garçons (ou À caus' des garçons) est un duo féminin formé de Laurence Heller et d'Hélène Bérard.

## Biographie
Laurence Heller (la brune) était styliste au magazine féminin Elle. Femme du photographe Jean-Baptiste Mondino, elle était la meilleure amie d'Alain Chamfort,.
Hélène Bérard (la blonde) était coiffeuse-maquilleuse de studio et travaillait avec les plus grands photographes et magazines.
En 1987, elles sortent leur premier 45 tours, composé et produit par Alain Chamfort ; le titre À caus' des garçons est un succès immédiat en France. Par la suite, elles sortent d'autres morceaux mais le succès n'est plus au rendez-vous. Les deux jeunes femmes reprendront leur carrière initiale, tirant un trait sur la chanson.
En novembre 2019, la comédienne-chanteuse rémoise Emmanuelle Weirauch remplace Hélène Bérard et reforme le duo avec Laurence Heller. La première télévision du nouveau duo a été diffusé sur France 3 (Les Enfants de la musique) en janvier 2020.

## Reprises
En 2007, la chanteuse Yelle reprend le morceau À caus' des garçons et se classe septième au Top-50, faisant ainsi mieux que la version originale dont le meilleur classement fut treizième. Une version anglaise existe également, chantée par la suédoise Robyn sous le titre Because of Boys.
Le collectif de hip-hop Qhuit en a fait une reprise parodique intitulée Avec des glaçons, sortie en 2004 sur l'album Gran Bang. DJ Pone a remixé le thème original pour en faire un beat hip-hop, et le thème chanté du refrain reprend la mélodie d'origine.
En 2020, une reprise parodique, À cause de Macron, est créée en France par un collectif de femmes luttant contre la réforme des retraites.

## Discographie (singles)
- 1987 À cause des garçons
- 1988 Faire les voyous
- 1989 Pas envie d'expliquer